# 料理物語
『料理物語』（りょうりものがたり）は、江戸時代の料理書。儀式料理のレシピや作法が中心だった16世紀以前の料理書と大きく異なり、表現は簡潔で文章は格調高く、料理の網羅範囲も広い。200種以上あると言われる江戸時代の代表的な料理本のひとつとされる。

## 歴史
物語として伝聞されてきた料理法などをまとめ、寛永20年（1643年）に刊行されたものが底本とされる。後書きには「武蔵国狭山に於いて書く」との記述があるが、上方言葉が使われており著者の詳細は不明。大阪出身で京都に住む商人が書いた、著名な料理人が後進のために書いたなどと推定されている。
また寛永13年2月5日（1636年3月12日）の日付が残る手書きの版もあり、これが刊本の原型になり、狭山で原稿を整理し完成させたとも考えられる。このほか、『雑芸叢書』などで慶長版の存在に触れられているが、その所在は確認されていない。寛永20年（1643年）の出版後は幅広く読まれ、寛文4年（1663年）までに7種の異版が出ている。料理の知識が広く一般に普及するきっかけになったとされる。

## 構成
構成は以下の通り、食材や調理法ごとに全20章から構成される。右に各章に登場する食品、料理の種類を付記する。
- 第1章：海の魚：71種
- 第2章：磯草：25種
- 第3章：川いを（川魚）：19種
- 第4章：鳥：18種
- 第5章：獣：7種
- 第6章：きのこ：12種
- 第7章：青物（野菜）：76種
- 第8章：なまだれだし（調味料）：14種
- 第9章：汁（汁物）：46種
- 第10章：なます：18種
- 第11章：指身（刺身）：27種
- 第12章：煮物：35種
- 第13章：焼物：11種
- 第14章：吸物：6種
- 第15章：料理酒：9種 - 現在の意味するところの料理酒ではなく、卵酒、鳩酒（日本酒に鳩肉と味噌を加えたもの）、芋酒（日本酒にすりおろしたヤマイモを入れたもの）など、日本酒と料理（汁物）の中間にあるカクテル類が記されている。
- 第16章：さかな：27種
- 第17章：後段（長時間の酒宴において、酒肴とは別に出される軽食類）：素麺、うどん、すいとんなど。
- 第18章：菓子：13種
- 第19章：茶：3種 - 「奈良茶飯」の作り方とクコ茶およびウコギ茶、クワ茶（独立した項目とはなっていない）のいわゆる茶外茶3種を紹介。
- 第20章：萬聞き書 - 各種料理や下ごしらえのコツ、甘酒やなれずしの「早作り」（製法の簡略化）の方法などを記載。